# Greenland Shandong International Financial Center
La Greenland Shandong International Financial Center est un gratte-ciel en construction à Jinan, capitale de la province insulaire de Shandong, en Chine. Il devrait culminer à 428 mètres pour 88 étages lors de son achèvement prévu en 2023. 